# 우스이 마사히로
우스이 마사히로(碓井将大, 1991년 12월 3일 ~ )은 일본의 배우이다.

## 드라마
- 2008년 아사히TV 《염신전대 고온저》 - 죠 한토 / 고온 그린 역
- 2012년 일본 NTV 《슈거리스》
- 2013년 일본드라마 《오전 3시 무법지대》 - 타모츠 역
- 2014년 일본드라마 《연애편지 쓰기 좋은 날》
- 2014년 일본드라마 《수수께끼의 전학생》
- 2015년 일본드라마 《여자 구애의 밥》
- 2016년 일본드라마 《오사카 순환선 사람 역마다의 사랑이야기》 - 레오 역

## 영화
- 2008년 《파워레인저: 고온저 BUNBUN! BUNBUN! 극장 BANG!》
- 2009년 《외톨이 숨바꼭질》
- 2010년 《사무라이전대 신켄저 vs. 고온저: 은막 BANG!!》 - 죠 한토 역 / 고온 그린 역
- 2010년 《극장판 파워레인저: 엔진포스 VS 와일드 스피릿》
- 2011년 《연합 함대 사령관 야마모토 이소로쿠 -태평양전쟁 70년째의 진실-》
- 2017년 《탐정은 오늘밤에도 우울한 꿈을 꾼다.》